# Buconídeos
- Commons
- Wikispecies

Buconídeos (Bucconidae) é uma família de aves da ordem Piciformes que compreende espécies tropicais, endêmicas da América do Sul até o México. Junto com seus parentes mais próximos, a família Galbulidae, forma uma linhagem divergente dentro da ordem Piciformes, embora as duas famílias às vezes sejam elevadas a uma ordem separada, Galbuliformes.

## Taxonomia
O naturalista americano Thomas Horsfield definiu os Bucconidae em 1821. A família foi classificada como parte dos Piciformes por Alexander Wetmore em seu trabalho A Systematic Classification for the Birds of the World (1930, revisado em 1951 e 1960). A linhagem que inclui as famílias Bucconidae e Galbulidae foi colocada em questão, com algumas características ósseas e musculares sugerindo que elas podem estar mais intimamente relacionados aos Coraciiformes. No entanto, a análise do DNA nuclear em um estudo de 2003 as colocou como grupo irmão do resto dos Piciformes, mostrando também que os grupos desenvolveram pés zigodáctilos (dois dedos voltados para frente e dois para trás) antes de se separarem. A linhagem é às vezes elevada ao nível de ordem como Galbuliformes, proposta pela primeira vez por Sibley e Ahlquist em 1990.

## Distribuição e habitat
As espécies da família Bucconidae podem ser encontradas do México até o sul do Brasil, com a maior variedade de espécies ocorrendo na Bacia Amazônica. Elas vivem em hábitats florestais ou arborizados, incluindo planícies, contrafortes e florestas abertas. A espécie Hapaloptila castanea é a única desta família que vive em terras altas. O urubuzinho, com asas de andorinha, também vive em áreas mais abertas. Nenhuma espécie de Bucconidae foi registrada de se mover a qualquer distância significativa além de seu território de origem.

## Descrição
São geralmente aves de plumagem opaca, com padrões fortes em preto, branco e ruivo; muitas espécies com colarinhos distintos; a textura da plumagem espessa. As asas são curtas, arredondadas; cauda tipicamente média-longa, arredondada e graduada. O bico é forte, robusto; a cabeça é grande, o pescoço curto e as pernas curtas, com pés zigodáctilos. Existe pouco dimorfismo sexual; a fêmea é ligeiramente maior e de plumagem ligeiramente mais opaca que o macho. Aves juvenis têm bico mais curto.

## Espécies
| Imagem | Gênero       | Espécies |
| ------ | ------------ | --- |
|        | Notharchus   | - Macuru-de-testa-branca, Notharchus hyperrhynchus - Macuru-de-peito-preto, Notharchus pectoralis - Macuru-de-peito-marrom, Notharchus ordii - Macuru-pintado, Notharchus tectus - Macuru-de-barriga-castanha, Notharchus swainsoni - Macuru-de-pescoço-branco, Notharchus macrorhynchos                        |
|        | Bucco        | - Rapazinho-de-boné-vermelho, Bucco macrodactylus - Rapazinho-carijó, Bucco tamatia - Rapazinho-do-chocó, Bucco noanamae - Rapazinho-de-colar, Bucco capensis |
|        | Nystalus     | - Rapazinho-listrado, Nystalus radiatus - João-bobo, Nystalus chacuru - Rapazinho-estriado-de-rondônia, Nystalus striolatus - Rapazinho-estriado-do-oeste, Nystalus obamai - Rapazinho-do-chaco, Nystalus striatipectus - Rapazinho-dos-velhos, Nystalus maculatus                                              |
|        | Hypnelus     | - Rapazinho-de-papo-ruivo, Hypnelus ruficollis - Rapazinho-de-colar-duplo, Hypnelus bicinctus |
|        | Malacoptila  | - Barbudo-pardo, Malacoptila fusca - Barbudo-de-coleira, Malacoptila semicincta - Barbudo-rajado, Malacoptila striata - Barbudo-listrado, Malacoptila fulvogularis - Barbudo-de-pescoço-ferrugem, Malacoptila rufa - Barbudo-de-loro-branco, Malacoptila panamensis - Barbudo-de-bigode, Malacoptila mystacalis |
|        | Micromonacha | - Macuru-papa-mosca, Micromonacha lanceolata |
|        | Nonnula      | - Freirinha-amarelada, Nonnula sclateri - Macuru-pardo, Nonnula rubecula - Freirinha-pardacenta, Nonnula brunnea - Freirinha-canela, Nonnula brunnea - Freirinha-de-coroa-castanha, Nonnula ruficapilla - Freirinha-de-cabeça-castanha, Nonnula amaurocephala                                                   |
|        | Hapaloptila  | - Freirinha-da-face-branca, Hapaloptila castanea |
|        | Monasa       | - Chora-chuva-de-asa-branca, Monasa atra - Chora-chuva-preto, Monasa nigrifrons - Chora-chuva-de-cara-branca, Monasa morphoeus - Chora-chuva-de-bico-amarelo, Monasa flavirostris |
|        | Chelidoptera | - Urubuzinho, Chelidoptera tenebrosa |